# Fiziom
A fiziom az egyed vagy faj fiziológiai állapota, funkcionális működésének teljeskörű leírása. A fiziom jellemzi a normális, ép szervezet fiziológiai dinamikáját; struktúrából és információból áll össze (genom, proteom és morfom).
A legtágabb értelemben vett fiziom meghatározza a kapcsolatokat a genomtól a szervezet egészéig, a funkcionális viselkedéstől a génszabályozásig bezárólag. Az IUPS Physiome Project kontextusában a fiziom a szervezetek komponenseinek integrált modelljeit tartalmazza, köztük az egyes szervi vagy sejtes rendszereket, a biokémiai vagy endokrin rendszereket.
Az IUPS Physiome Project egy nemzetközi erőfeszítés, melynek célja a fiziom meghatározása olyan adatbázisok és modellek kifejlesztése útján, melyek elősegítik a sejtek, szervek, szervezetek integratív funkcióinak megértését. A projekt fő célkitűzése, hogy létrejöjjön egy központi adatbázis-tár, ami a különböző kutatóintézetek kísérleti információit és számítási modelljeit egyetlen, önkonzisztens keretrendszerben fogja össze. A kutatások összefogása elő fogja segíteni a széles körű adatbázisok létrejöttét és az integratív, analitikus megközelítéseket az orvostudomány és fiziológia területén.
A fiziomprojekt ötlete 1993-ban merült fel az International Union of Physiological Sciences (IUPS) fiziológiai-biomérnöki bizottságának ülésén. A Physiome Project megtervezéséről az első workshopot 1997-ben tartották. 2001-es világkongresszusán, az IUPS a projektet a következő évtized fő célkitűzéseként jelölte meg. A projektet az IUPS fiziom-bizottsága vezeti.
A fiziomhoz kapcsolódó egyéb kutatási kezdeményezések:
- Az EuroPhysiome-kezdeményezés
- A Washingtoni Egyetem National Simulation Resource (NSR)-ének részeként folyó NSR Physiome Project, ami az IUPS Physiome Projectet támogatja
- A Wellcome Trust Heart Physiome Project, az Aucklandi Egyetem és az Oxfordi Egyetem kooperációjában, a nagyobb IUPS Physiome Project részeként.